# Frank Langella
Frank A. Langella, Jr. (n. 1 ianuarie 1938, Bayonne, New Jersey, U.S.) este un actor american de teatru și film. A câștigat trei premii Tony, două pentru cel mai bun actor de teatru ca Richard Nixon în piesa de teatru Frost/Nixon și ca Leslie în piesa lui Edward Albee- Seascape. De asemenea, Langella a câștigat două premii Obie și a fost nominalizat la premiul Oscar pentru cel mai bun actor într-un rol principal pentru rolul său din filmul Frost/Nixon (2008).

## Filmografie
| An   | Film                                    | Rol                                      | Note |
| ---- | --------------------------------------- | ---------------------------------------- | --- |
| 1970 | Diary of a Mad Housewife                | George Prager                            | National Board of Review Award for Best Supporting Actor Nominalizare —Golden Globe Award for Most Promising Newcomer - Male |
| 1970 | Douăsprezece scaune (The Twelve Chairs) | Ostap Bender                             | National Board of Review Award for Best Supporting Actor |
| 1971 | Casa de sub arbori                      | Philippe                                 | |
| 1972 | The Wrath of God                        | De La Plata                              | |
| 1974 | The Mark of Zorro                       | Don Diego de la Vega / Zorro             | |
| 1979 | Dracula                                 | Count Dracula                            | Nominalizare —Saturn Award for Best Actor |
| 1980 | Those Lips, Those Eyes                  | Harry Crystal                            | |
| 1981 | Sherlock Holmes                         | Sherlock Holmes                          | |
| 1981 | Sfinx                                   | Akmed Khazzan                            | |
| 1987 | Masters of the Universe                 | Skeletor                                 | |
| 1988 | And God Created Woman                   | James Tiernan                            | |
| 1991 | True Identity                           | Leland Carver                            | |
| 1992 | 1492: Conquest of Paradise              | Santangel                                | |
| 1993 | Body of Evidence                        | Jeffrey Roston                           | |
| 1993 | Dave                                    | White House Chief of Staff Bob Alexander | |
| 1993 | Star Trek: Deep Space Nine              | Jaro Essa                                | 3 episoade |
| 1994 | Brainscan                               | Detectiv Hayden                          | |
| 1994 | Doomsday Gun                            | Gerald Bull                              | |
| 1994 | Junior                                  | Noah Banes                               | |
| 1995 | Bad Company                             | Vic Grimes                               | |
| 1995 | Cutthroat Island                        | Dawg Brown                               | |
| 1996 | Eddie                                   | Wild Bill Burgess                        | |
| 1996 | The Greatest Pharaohs                   | Rolul său                                | |
| 1997 | Lolita                                  | Clare Quilty                             | |
| 1998 | Small Soldiers                          | Archer                                   | (voce) |
| 1998 | Alegría                                 | Fleur                                    | |
| 1999 | The Ninth Gate                          | Boris Balkan                             | |
| 2000 | Cry Baby Lane                           | Mr. Bennett                              | Film TV Nickelodeon |
| 2001 | Sweet November                          | Edgar Price                              | |
| 2001 | The Beast                               | Jackson Burns                            | Serial TV |
| 2004 | House of D                              | Reverend Duncan                          | |
| 2004 | The Novice                              | Father Tew                               | |
| 2005 | Back in the Day                         | Lt. Bill Hudson                          | |
| 2005 | Now You See It...                       | Max                                      | |
| 2005 | Sweet William                           | Profesor Driskoll                        | |
| 2005 | Good Night, and Good Luck               | William S. Paley                         | Nominalizare —Screen Actors Guild Award for Outstanding Performance by a Cast in a Motion Picture |
| 2006 | Superman Returns                        | Perry White                              | |
| 2006 | 10.5 Apocalypse                         | Dr. Earl Hill                            | |
| 2007 | Starting Out in the Evening             | Leonard Schiller                         | Boston Society of Film Critics Award for Best Actor Nominalizare —Chicago Film Critics Association Award for Best Actor Nominalizare —Independent Spirit Award for Best Lead Male Nominalizare —National Society of Film Critics Award for Best Actor Nominalizare —Online Film Critics Society Award for Best Actor Nominalizare —Satellite Award for Best Actor - Motion Picture Drama |
| 2008 | The Caller                              | Jimmy Stevens                            | |
| 2008 | Frost/Nixon                             | Richard Nixon                            | African-American Film Critics Association for Best Actor Las Vegas Film Critics Society Award for Best Actor Sant Jordi Awards Best Foreign Actor San Diego Film Critics Society Award for Best Cast Nominalizare —Academy Award for Best Actor Nominalizare —BAFTA Award for Best Actor in a Leading Role Nominalizare —Broadcast Film Critics Association Award for Best Actor Nominalizare —Chicago Film Critics Association Award for Best Actor Nominalizare —Golden Globe Award for Best Actor – Motion Picture Drama Nominalizare —London Film Critics' Circle Award for Actor of the Year Nominalizare —Online Film Critics Society Award for Best Actor Nominalizare —Satellite Award for Best Actor - Motion Picture Drama Nominalizare —Screen Actors Guild Award for Outstanding Performance by a Male Actor in a Leading Role Nominalizare —Screen Actors Guild Award for Outstanding Performance by a Cast in a Motion Picture |
| 2008 | The Tale of Despereaux                  | The Mayor                                | (doar voce) |
| 2009 | The Box                                 | Arlington Steward                        | Nominalizare —Saturn Award for Best Supporting Actor |
| 2010 | Wall Street: Money Never Sleeps         | Louis Zabel                              | |
| 2010 | All Good Things                         | Sanford Marks                            | |
| 2011 | Unknown                                 | Rodney Cole                              | |
| 2012 | Robot & Frank                           | Frank                                    | |
| 2012 | The Time Being                          | Warner Dax                               | |
| 2013 | Parts Per Billion                       | Andy                                     | |
| 2013 | Muhammad Ali's Greatest Fight           | Warren Burger                            | film TV |
| 2014 | The Muppets Most Wanted                 | Beefeater Vicar                          | |
| 2014 | Draft Day                               | Harvey Molina                            | |
| 2014 | 5 to 7                                  | TBA                                      | Filmări |
| 2014 | Noah                                    | Og                                       | |
| ?    | Reykjavik                               | Paul Nitze                               | Filmări |